# 국립 장화 사범대학교
국립 장화 사범대학(國立彰化師範大學/National Changhua University of Educatiion)은 중화민국 장화 현에 있는 4년제 국립 대학교이며 1971년에 개교하였다.

## 학교 소개

### 연대기
- 1971년 상담학과, 과학교육학과(수학 교수진 有), 직업교육학과(워크숍 교수진 有)로 구성된 대만성 사범대학이 설립되었습니다.
- 1977년까지 물리 교사, 생물 교사, 화학교수단, 중국어교육과, 경영학부, 특수교육과, 경영교육과 등을 추가해왔다.
- 1979년에는 상담연구소에 석사학위과정이 추가됐다.
- 1980년에 교육부에 소속되어 국립대만교육학원으로 명칭이 바뀌었다.
- 1989년에 국립장화 사범대학으로 승격되었으며, 사범대학, 과학교육대학, 직업교육대학의 3개 단과대학을 두고 있다.

#### 학교의 긍정적인 행보
1. 장춘사범대학교는 에너지 저장 시범 시스템과 에너지 저장 연구 센터를 설립한 대만 최초의 대학이다.
2. 현재 대만의 녹색 에너지 산업과 4차 산업혁명의 발전을 촉진하고 에너지 전환, 산업 업그레이드를 지원하는데 집중하고 있다.

### 학교 상징

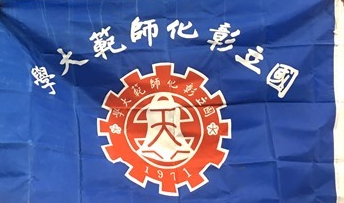
국립장화사범대학 깃발

- 학교 깃발: 대만의 회전하는 교육 환경을 상징하는 톱니바퀴 모양으로 구성되어 있다. 중앙에는 깨달음을 의미하는 전통적인 사범학교의 상징인 종을 새겨 넣었다. 학교명의 시작과 끝부분에 중국의 국화인 매화를 새겨 넣은 것도 확인할 수 있다.

### 학교 교훈
- 新(새 신)： 日日求新，拓展生動教育。

(매일 혁신을 추구하고, 생생한 교육을 넓힌다.)
- 本(근본 본)： 事事求本，復興中華文化。

(모든 뿌리를 찾고, 중화문화 일으키기를 거듭한다.)
- 精(찧을 정)： 步步求精，發揚科學精神。

(점차 최선을 다하고, 과학 정신을 일으킨다.)
- 行(걸을 행)： 時時求行，實踐力行哲學。

(항상 행동을 추구하고, 철학 실천에 힘쓴다. )
학교의 모토는 대만 중등 교사 세미나의 모토에서 파생되었다.

### 학교 교화
학교 창립 45주년을 맞아 플루메리아(버마 치자나무), 산벚나무, 알레브(阿勒勃)
세 가지 기념 꽃이 선정되었다. 그 중 버마 치자나무는 캠퍼스 꽃으로 지정되었다.

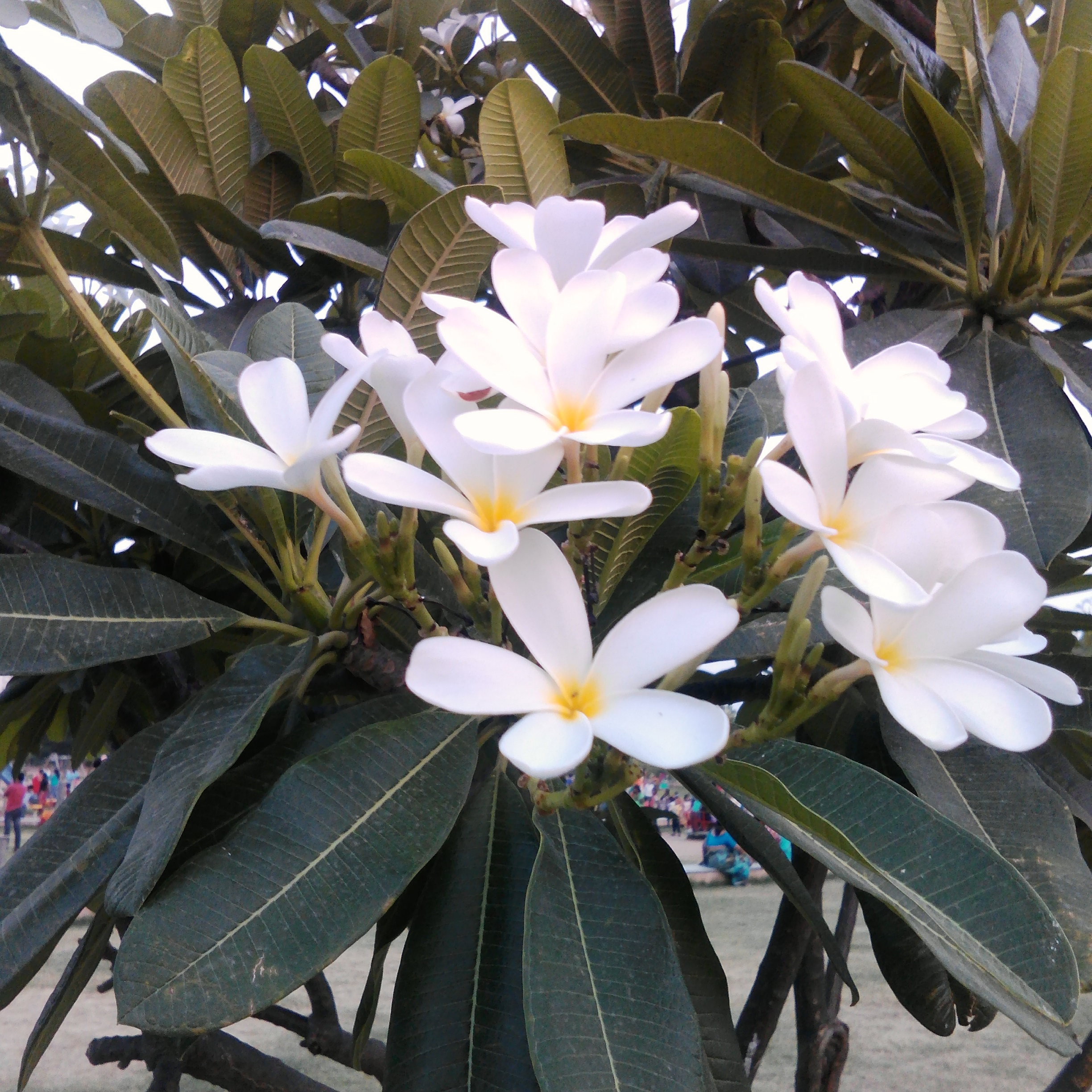
버마 치자나무
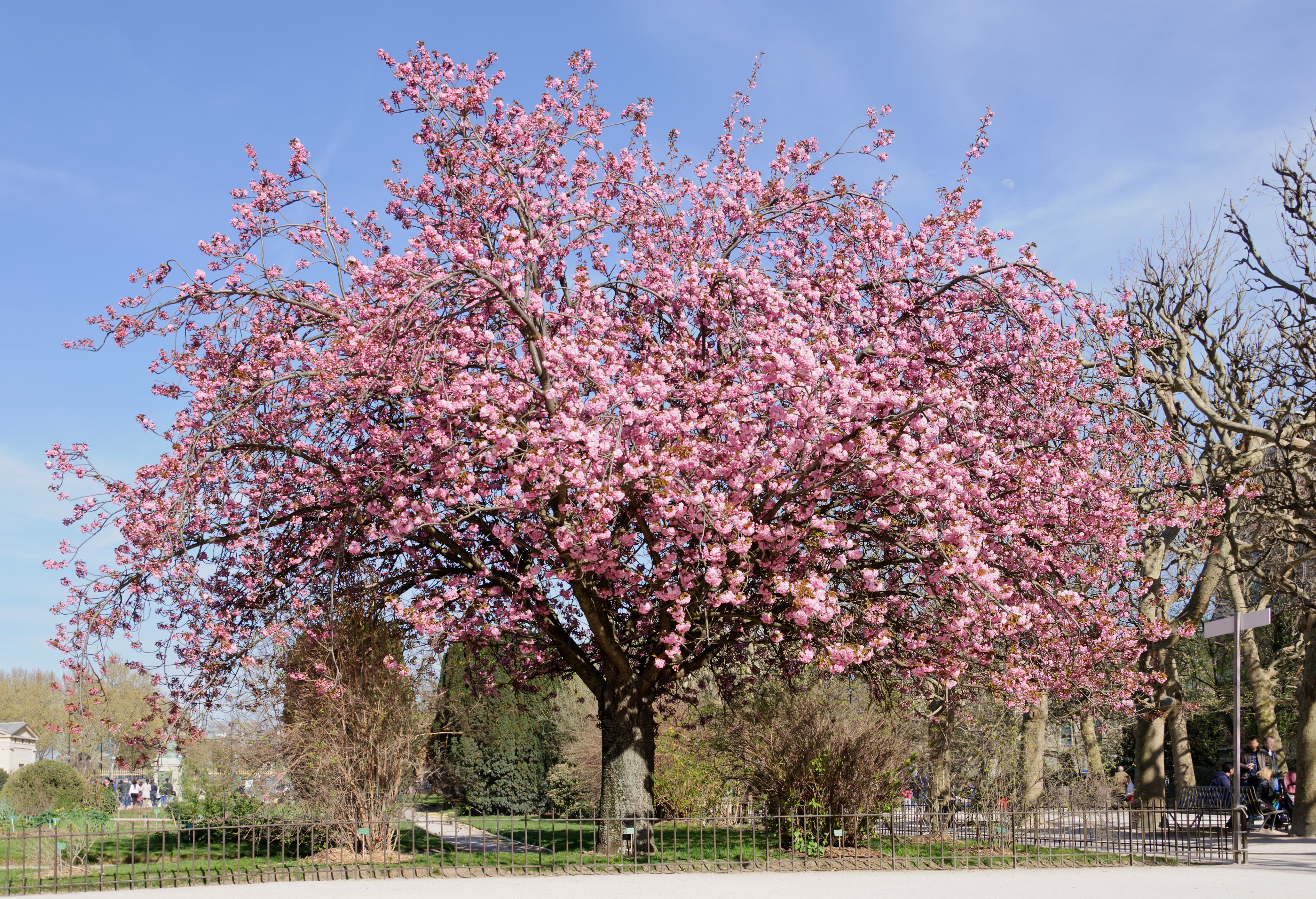
산앵화 또는 산벚나무
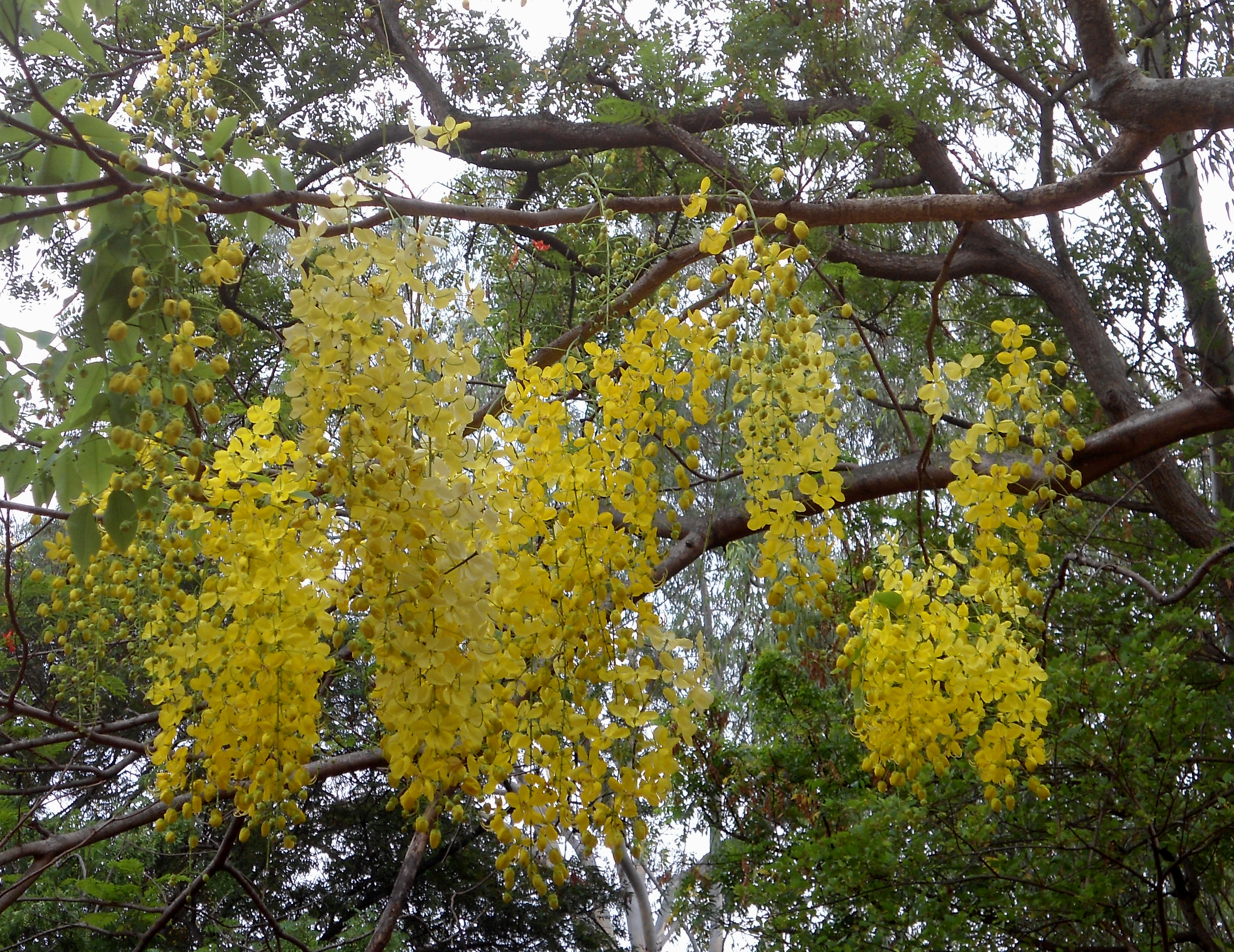
(Cassia fistula) 알레브

### 학교 마스코트
회색 얼굴 독수리는 종종 캠퍼스 주위를 날아다닌다. 생명력을 상징하는 날카로운 눈, 넓고 강한 날개 덕에 특별히 마스코트로 지정되었다.

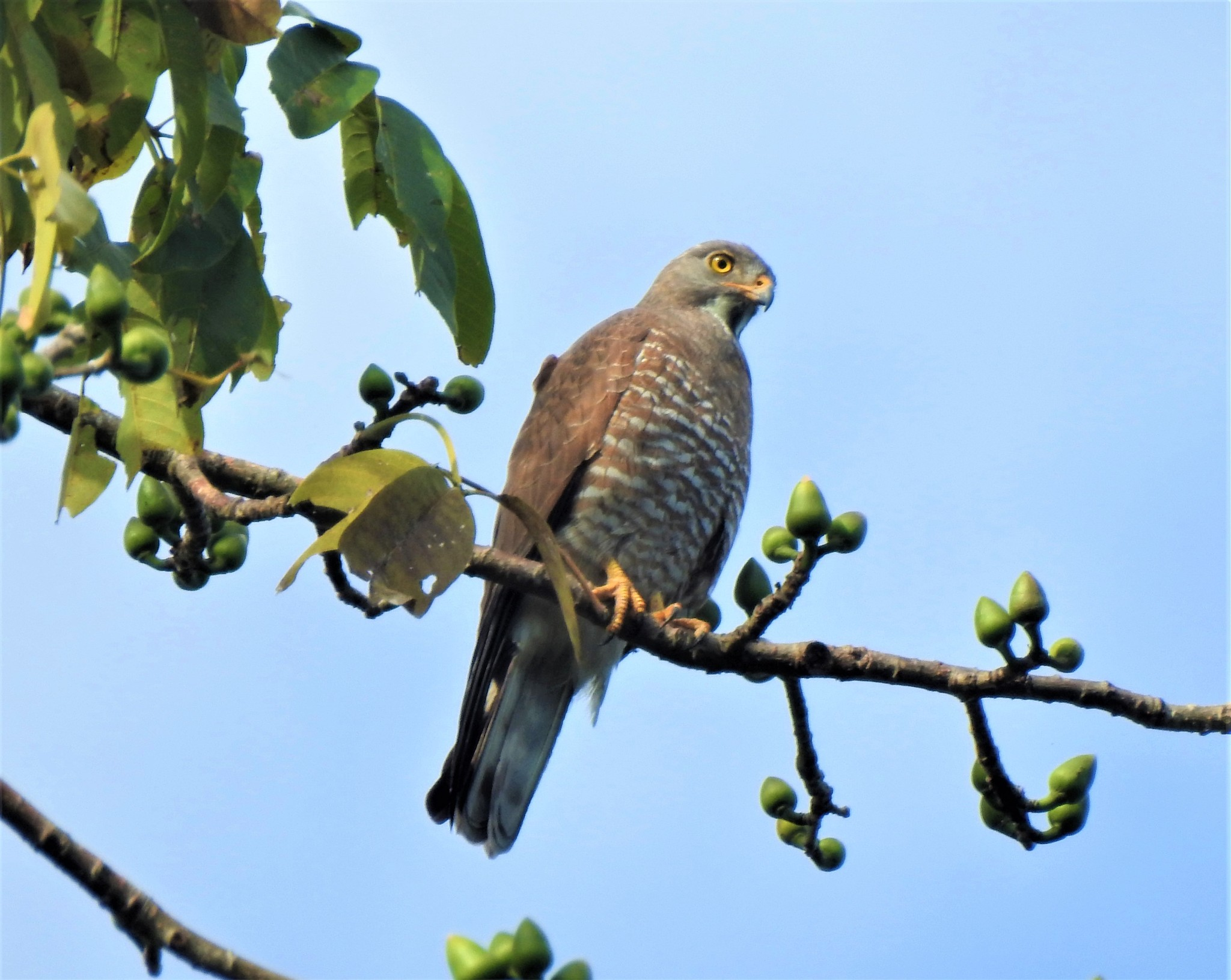
왕새매 또는 회색 얼굴 독수리

## 캠퍼스

### 진더 (進德/Jin De) 캠퍼스

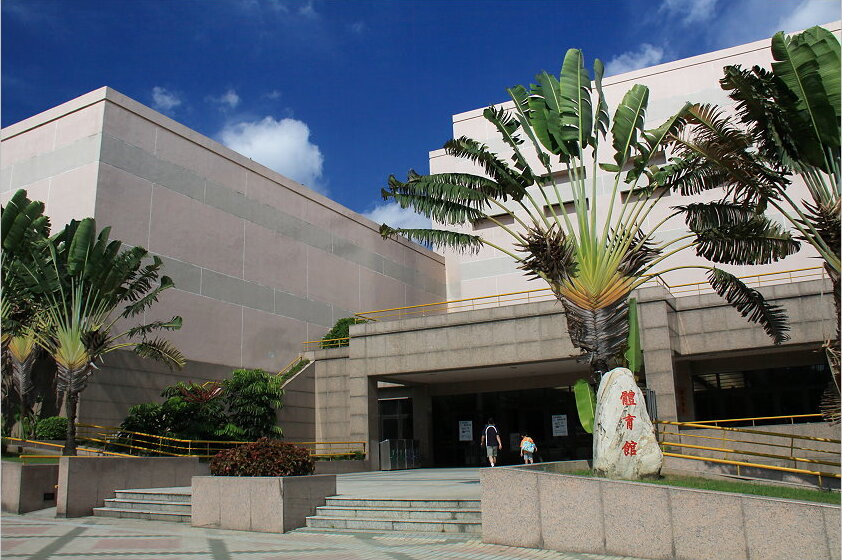
진더캠퍼스 체육관

장화 사범 대학의 메인 캠퍼스이다.
면적 24.9헥타르, 장화현 장화시 진덕로 1호에 위치해 있다. 상업시설과 인접해 있어 생활하기 좋다. 근처에 장화현 미술관이나 도서관, 박물관 등도 가까이 있다.
장화역에서 캠퍼스까지 2.5km, 차로 약 7분 소요되는 거리이며 학생들의 통학이 편하도록 교문에는 YouBike微笑單車(자전거 대여소)가 있다.

### 바오산 (宝山区/Baoshan) 캠퍼스

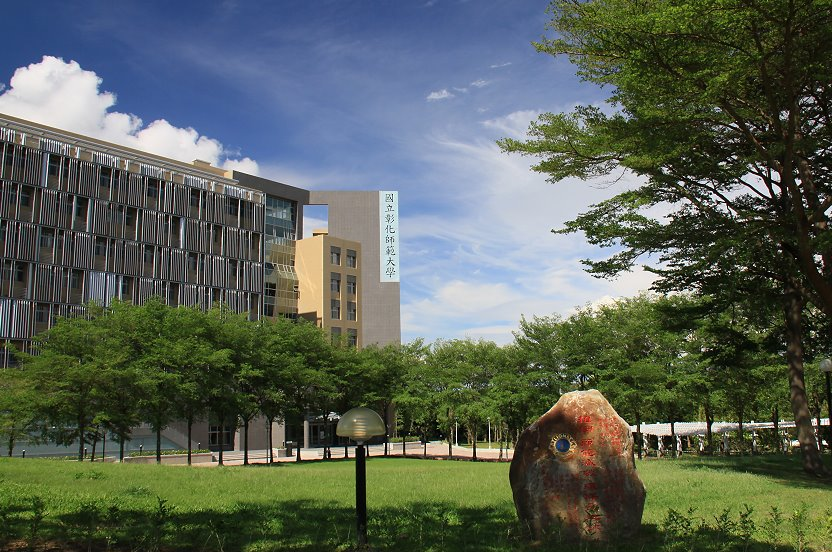
바오산 캠퍼스 공과대학

장화사범대의 분교 캠퍼스이다.
면적은 26.2헥타르, 장화현 장화시 사대로 2호에 위치하고 있다. 장화고등학교, 장화상업학교와 인접해 있다.
해발 약 100m의 북쪽 팔괘산 정상에 위치해 있어 장화시 전체를 볼 수 있다.
공학원, 관리대학, 기술 및 직업교육대학 등이 있다.

### 어학 센터
진더캠퍼스 정문에서 동쪽으로 약 150m 직진 후 설시 거리로 우회전하면 왼편에 중국어 센터가 보인다. 2010년에 설립되어 주로 각종 어학 시험을 다루고 어학을 가르친다. 중국어 홍보를 담당하는 중국어 사무실도 있다.
=== 학교 명소 ===
- 백사호

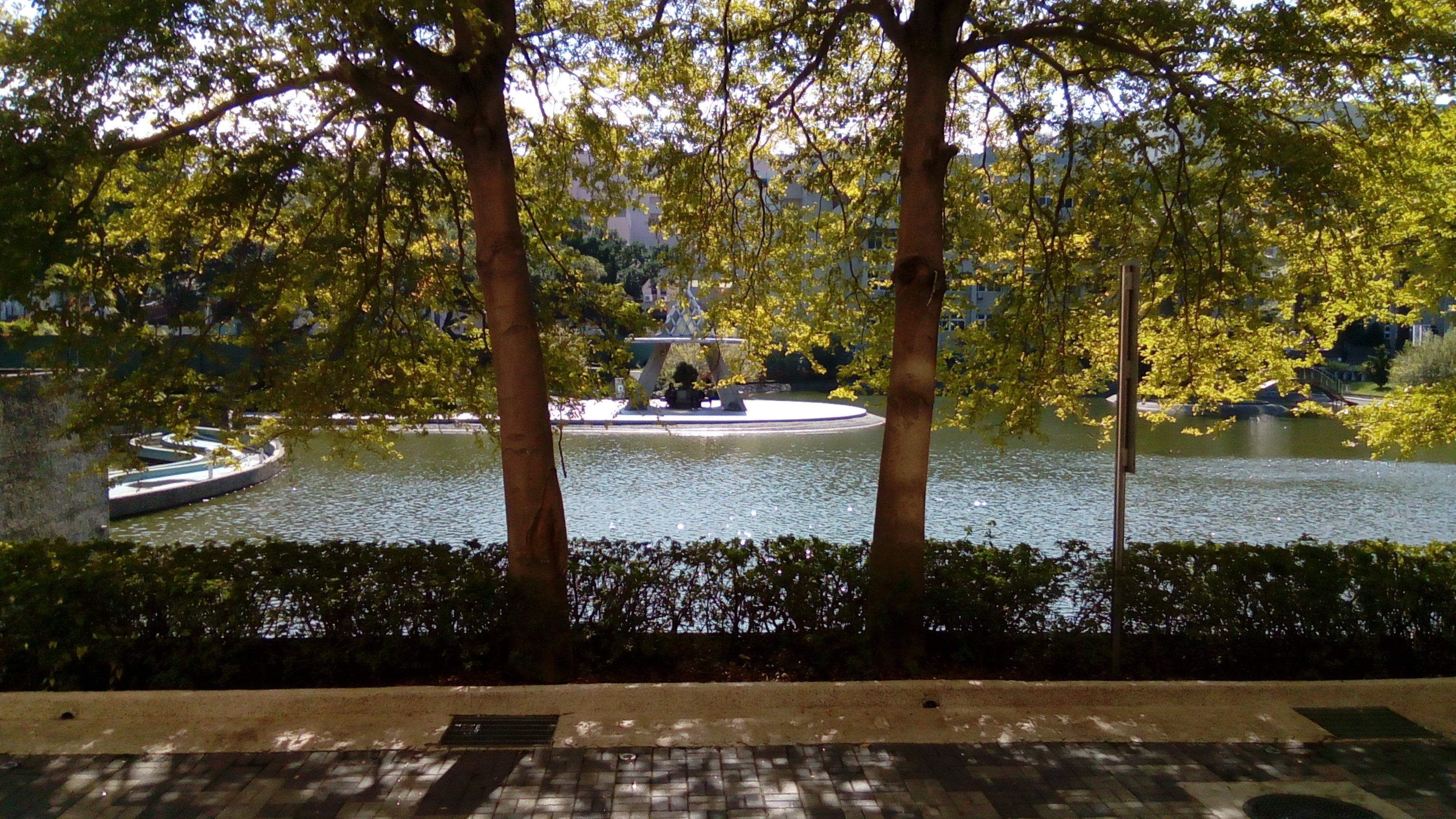
다바이샤 호수

진더캠퍼스 정문에 들어서자마자 바로 볼 수 있는 곳. 좌측에는 샤오바이샤호가, 우측에는 다바이샤호가 있다. 다바이샤호에는 높이 5~6m 정도의 분수 시설도 있다. 백사호 주변에는 진달래, 포인세티아 등 다양한 꽃이 심어져 있다.
- 코코넛 그로브 애비뉴

진더캠퍼스 정문에 위치해 있으며 이곳에서는 매년 야외 콘서트, 연설 등 중요 행사가 개최되고 있다.

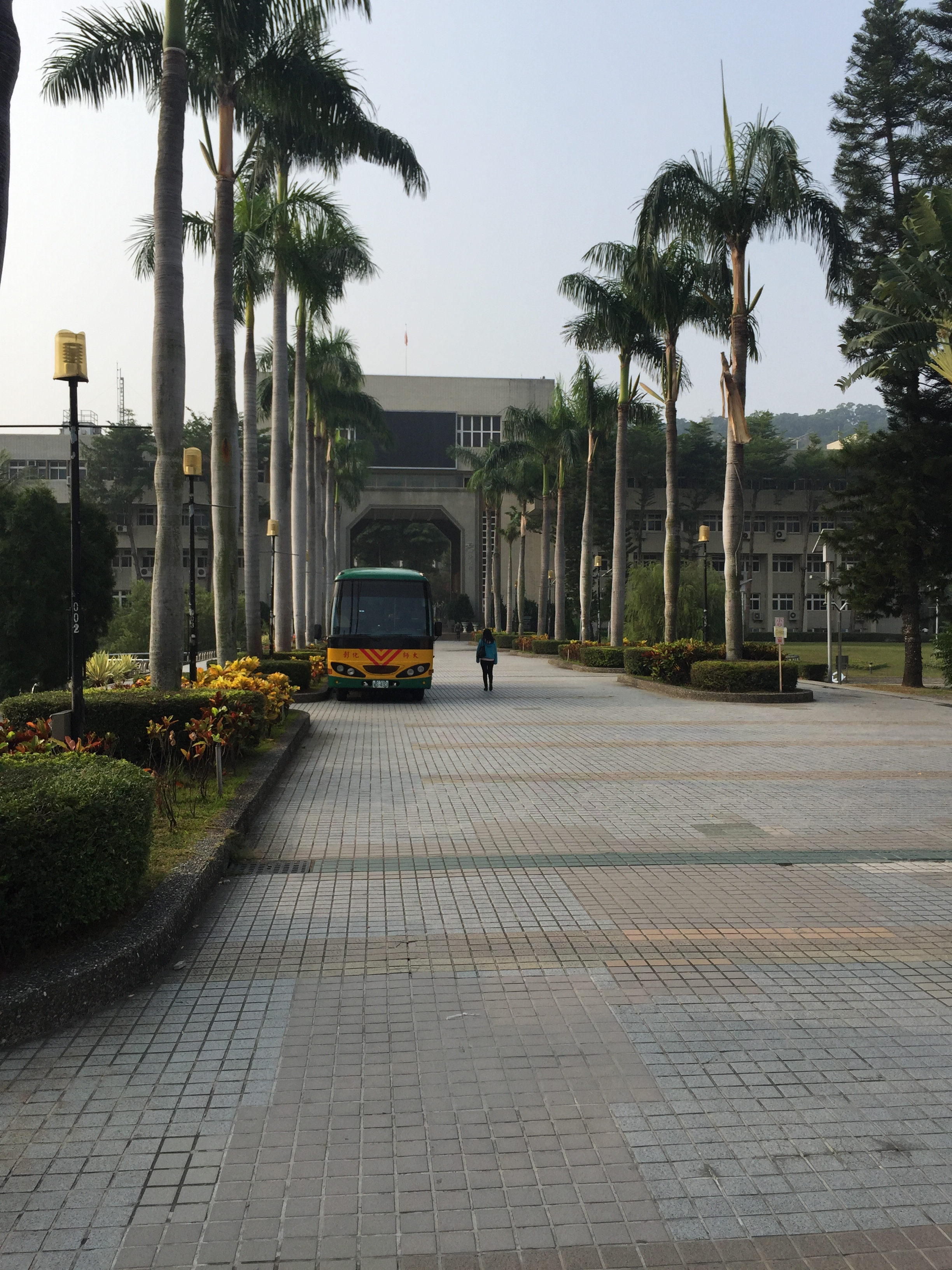
코코넛 그로브 애비뉴와 화이트 샌즈 빌딩

- 화이트 샌즈 빌딩
- 바이샤 별장 석비

진더 캠퍼스 입구 호숫가 홀 옆에 위치해 있는 석비로, 1971년 3월 29일 건립되었다. 대만 중등 교사 세미나가 대만 지방 대학으로 개편되려고 할 때였다. 비문에는 세미나의 설립목적과 명칭이 자세히 적혀 있다.

## 한국내 국제 자매 학교
1. 명지대학교
2. 서울시립대학교
3. 서울과학기술대학교
4. 우송대학교
5. 국립부경대학교
6. 경상국립대학교
7. 대구대학교